# Ministère de l'Intérieur (Pays-Bas)
Pour les articles homonymes, voir Ministère de l'Intérieur.
Le ministère des Affaires intérieures et des Relations au sein du Royaume des Pays-Bas (en néerlandais : Ministerie van Binnenlandse Zaken en Koninkrijksrelaties, BZK) est le ministère supervisant la politique intérieure du gouvernement du royaume des Pays-Bas. Il prend son nom actuel en 1998, lorsque les services de l'outre-mer sont intégrés en tant que chargés des relations dans le royaume.
L'actuelle ministre des Affaires intérieures et des Relations au sein du Royaume dans le cabinet de Dick Schoof est Judith Uitermark, membre du Nouveau Contrat social (NSC).
Un poste de ministre du Logement et de l'Administration publique, sans portefeuille, créé en 2012 sous le deuxième cabinet de Mark Rutte, est occupé par Stef Blok, du Parti populaire pour la liberté et la démocratie (VVD), jusqu'en 2017, date de son abolition. Les compétences de la fonction sont alors restituées au ministre des Affaires intérieures et des Relations au sein du Royaume. Un autre poste sans portefeuille, celui de ministre de l'Environnement et du Logement, est brièvement en exercice de 2019 à 2020, détenu par Stientje van Veldhoven (D66).

## Organisation

### Compétences
Le ministère des Affaires intérieures et des Relations au sein du Royaume est compétent en matière de protection de l'État de droit démocratique, la Loi fondamentale et l'ordre constitutionnel (notamment en ce qui concerne l'organisation des élections), de gestion et bon fonctionnement de l'administration publique, de relations avec les États d'outre-mer que sont Aruba, Curaçao et Saint-Martin, d'intégration et de développement urbain, construction de logements, politique du logement et gestion du parc public de logements, ainsi que de relations avec les collectivités locales. Le ministère est également l'organe de tutelle des services secrets civils, l'Algemene Inlichtingen- en Veiligheidsdienst (AIVD), mais pas de la police, des pompiers ou des prisons, sous le contrôle du ministère de la Justice et de la Sécurité. Ainsi, la fonction de ministre des Affaires intérieures aux Pays-Bas diffère de celles de ministre de l'Intérieur en France ou de secrétaire d'État à l'Intérieur au Royaume-Uni.
Tous les services sont placés sous contrôle du ministre, avec un droit de regard et d'ordonnance du Premier ministre.

### Structures
Le ministère des Affaires intérieures se structure en autour d'un ministre : 
- Ministre des Affaires intérieures et des Relations au sein du Royaume (Minister van Binnenlandse Zaken en Koninkrijksrelaties) ;

Sont affiliés à ce ministres divers services :
- - Secrétaire général ;
    - Direction générale de la Gestion et des Relations au sein du Royaume ;
    - Direction générale de l'Organisation et du fonctionnement du Royaume ;
    - Direction générale du Logement et de la Construction ;
    - Bureau général des Affaires administratives
    - Service général de renseignement et de sécurité ;
    - Service du personnel et des remplacements.

## Historique

### Histoire

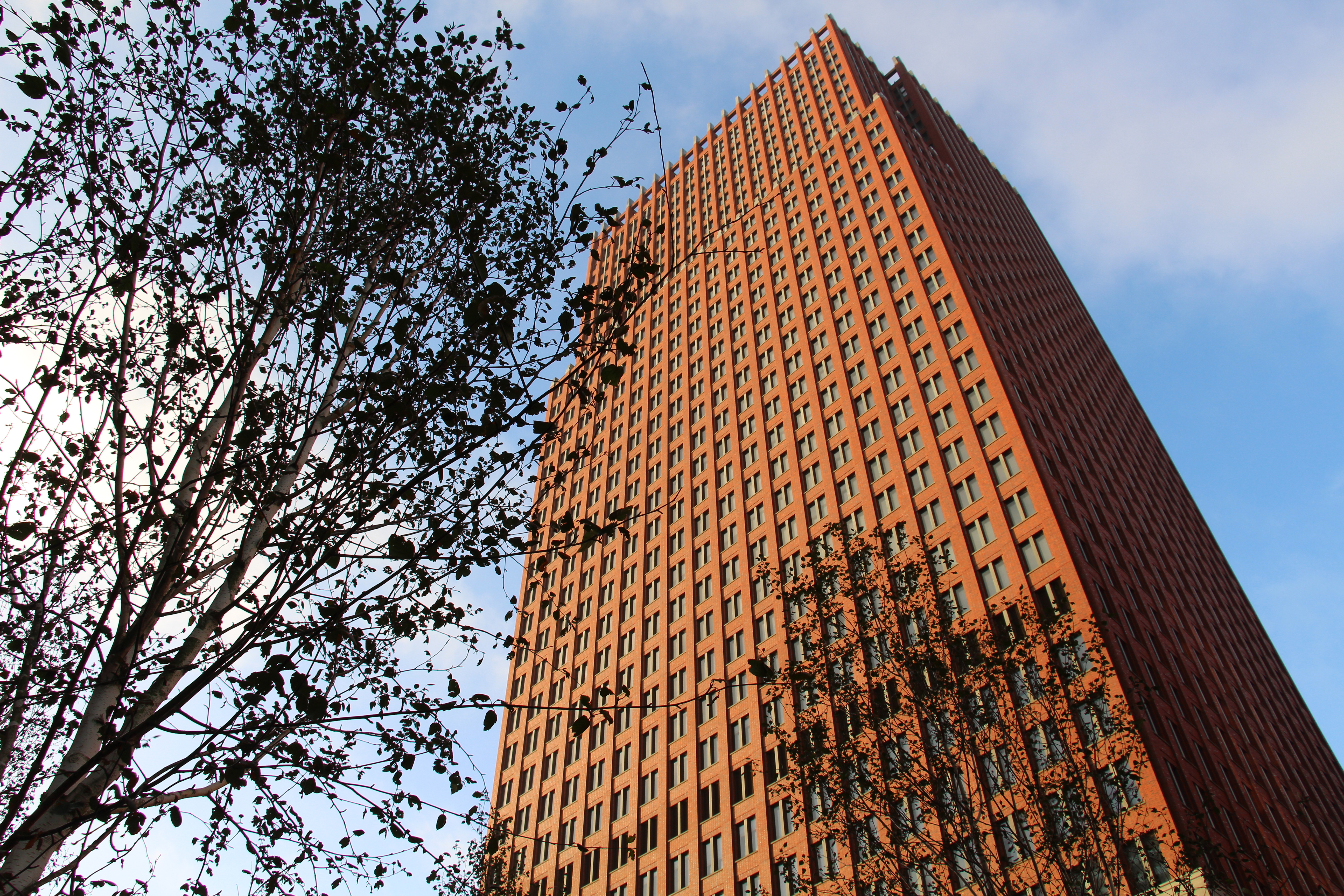
La tour du ministère des Affaires intérieures et des Relations au sein du Royaume à La Haye, dans le complexe JuBi.

Le premier ministère de l'Intérieur est fondé en 1798, en tant que « département de Police intérieure et Surveillance de l'état des digues, des routes et des eaux » (Departement van inwendige politie en toezicht op de staat van dijken, wegen en wateren) de la République batave. Le premier « ministre des Affaires intérieures » est pour sa part nommé en 1801 en la personne d'Alexander Gogel (par intérim), sous la Régence d'État.
En 1805, on parle brièvement de « secrétaire d'État aux Affaires intérieures », le terme ministre revenant entre 1806 et 1811. Deux ans plus tard, en 1813, est nommé le « commissaire général aux Affaires intérieures », qui redevient secrétaire d'État de 1814 à 1817.
Par la suite, le ministère exerce, en complément de ses missions habituelles, celles relatives aux travaux publics, aux voies navigables, à l'éducation ou encore à l'agriculture, avant la création de ministères dédiés. En août 1998, le ministère devient responsable des relations avec les Antilles néerlandaises et Aruba, alors qu'il existe jusqu'alors une fonction de ministre dédié. En 2008, les travaux commencent afin de transférer le siège du ministère des Affaires intérieures et des Relations au sein du Royaume, installé au Schedeldoekshaven 200, dans un complexe neuf non loin, composé d'une tour blanche et d'une tour rouge selon les plans de Hans Kollhoff, commun avec le ministère de la Justice.
Un changement majeur se produit en octobre 2010, lorsque le ministère absorbe les compétences sur le logement et l'urbanisme du ministère du Logement, de l'Aménagement du territoire et de l'Environnement alors aboli, tandis qu'il perd le contrôle des forces de sécurité publique, désormais confiées au ministère de la Justice, qui devient pour l'occasion le ministère de la Sécurité et de la Justice. Le siège commun aux deux ministères, baptisé projet JuBi, est inauguré en décembre 2012.

### Titulaire
Dans le cabinet de Dick Schoof, formé en juillet 2024, Judith Uitermark est nommée ministre des Affaires intérieures et des Relations au sein du Royaume.
La travailliste Ien Dales est la première femme ministre des Affaires intérieures, de 1989 à 1994.